# Моссо
Моссо (італ. Mosso, п'єм. Mòss) — муніципалітет в Італії, у регіоні П'ємонт, провінція Б'єлла.
Моссо розташоване на відстані близько 550 км на північний захід від Рима, 75 км на північний схід від Турина, 10 км на північний схід від Б'єлли.
Населення — 1563 особи (2014).
Щорічний фестиваль відбувається 15 серпня. Покровителька — Богородиця Небовзята.

## Демографія
Населення за роками:

Станом на 31 грудня 2014 року в муніципалітеті офіційно проживало 107 іноземців з 21 країни, серед них 30 громадян країн Євросоюзу та 6 громадян України.

## Сусідні муніципалітети
- Біольйо
- Кампілья-Черво
- П'ятто
- Триверо
- Валланценго
- Валле-Моссо
- Вельйо